# Giro lingüístico
El giro lingüístico, al que se refiere comúnmente por la expresión inglesa linguistic turn, es en su origen una expresión por la cual Gustav Bergmann designaba en 1953 una manera de hacer filosofía iniciada por Ludwig Wittgenstein en su Tractatus logico-philosophicus. De una manera general, se trata de un cambio metodológico y sustancial que afirma que el trabajo conceptual de la filosofía no puede lograrse sin un análisis previo del lenguaje. 
Movimientos intelectuales muy diferentes están asociados con el giro lingüístico, aunque el término en sí fue popularizado en 1967 por Richard Rorty con su antología El giro lingüístico, en el que la expresión significa un giro hacia la filosofía del lenguaje.

## Giro hacia la filosofía lingüística
Es una perspectiva consciente e innovadora que se manifiesta a mediados del siglo XX como revolución al punto de vista filosófico del lenguaje (véase Linguistic philosophy, no confundir con filosofía del lenguaje), es decir, es también una reacción en contra de ciertas posturas estáticas (Filosofía del lenguaje ideal, Ideal language philosophy). Su objetivo es prestar atención a las diversas formas en que este se utiliza el lenguaje según el contexto en que se dé la situación comunicativa e intenta comprender los rasgos de esta (Filosofía del lenguaje ordinario, Ordinary language philosophy), en otras palabras, se enfoca en los significados que se desprenden de los hablantes, circunstancias, motivos y actitudes que se manifiestan al poner en acción el lenguaje. 
“Lo que sucede en el siglo XX es que se cobra conciencia…de la arbitrariedad y la opacidad del lenguaje: de su autonomía. Se cobra plena conciencia de que las palabras están separadas completa, irremediablemente, del mundo material, que en ningún sentido derivan de él ni pueden reproducirlo.” (Escalante, 1999, p.165)

### Giro lingüístico según Richard Rorty
Richard Rorty (1967) en su libro The linguistic turn señala que la historia de la filosofía está llena de “revoluciones contra las prácticas de los filósofos precedentes y por intentos de transformar la filosofía” (p.47), pues según él existe un disgusto ante la discusión interminable por parte de los filósofos que le anteceden sobre los mismos tipos de temas. Por esta razón propone en su obra la adopción de un nuevo método en el que no se haga revolución del pensamiento para sustituir un significado con el objetivo de probar tesis filosóficas y que estas les permitan un reconocimiento universal. Lo anterior representaba para el autor un problema cuando menciona que el “método nuevo que cada uno proponía era tal que… sólo podía ser adoptado por los que suscribían las tesis en cuestión” (Rorty, 1990, p.48).
Rorty concuerda que el lenguaje ideal que se venía pensando era sistemático, puramente descriptivo y con limitaciones, el cual estaba influido por los supuestos teóricos de la metafísica, la filosofía analítica y el positivismo a los cuales él mostró oposición al igual que de la noción de verdad objetiva.
El filósofo estadounidense apoya la idea del lenguaje ordinario, que se preocupa por lo que podemos saber acerca de la gente a partir de su manera de hablar y concuerda que “el significado de una palabra no es un dato, no es un referente inmediato, fijo, de diccionario, sino que depende de las circunstancias de una situación de habla.” (Escalante, 1999, p.170)
Por esta razón los supuestos teóricos de la filosofía del lenguaje ordinario permitieron ampliar el panorama para que otros autores pudiesen “investigar qué es lo que una sociedad considera bueno, según los distintos usos que le da a la palabra, las situaciones en lo que tiene sentido usarla.” (Escalante, 1999, p.171) 
Según Rorty (1990) el giro lingüístico significó pasar de hablar de representaciones mentales privadas a comenzar a hablar de que toda representación es lingüística y, por lo tanto, el modelo trascendental de argumentación se convirtió en una estrategia para responder a la cuestión “¿De qué manera o qué condiciones debe cumplir el lenguaje para representar el mundo y expresar verdades sobre él? (Sierra M, 1990, p. 14)

Para Rorty, el giro lingüístico no solo es un cambio de la visión filosófica del lenguaje, sino también un cambio en las narrativas que giran en torno a él, rechazando la noción que se tiene de verdad objetiva, expresando que el lenguaje es contingente y “resultado de «miles de pequeñas mutaciones»” (Rorty, cap. 1 1991 citado por Adolfo Vásquez Rocca 2005) y por lo tanto fruto de representaciones del mundo real y de la perseverante búsqueda por conocer la verdad a través de la interpretación. 
“En términos de Richard Rorty: “La verdad se hace y no se descubre”, “la verdad es algo que se construye en vez de algo que se halla”. Los filósofos que privilegian el discurso científico suelen creer que la verdad es algo que se encuentra a través de una objetividad desprejuiciada de las cosas.” (Scavino, 1999, p. 29)

## Generalidades
En la tradición de la filosofía analítica, según Michael Dummett, el movimiento lingüístico tomó forma en 1884 con el trabajo de Gottlob Frege Los fundamentos de la aritmética, especialmente en el párrafo 62, donde Frege explora la identidad de una proposición numérica. Esta preocupación por la lógica de las proposiciones y su relación con los hechos fue retomada por el notable filósofo analítico Bertrand Russell en Sobre la denotación y jugó un rol importante en su trabajo sobre el atomismo lógico. 
Ludwig Wittgenstein, compañero de Russell, fue uno de los progenitores del giro lingüístico. Este viene de su idea de que los problemas filosóficos vienen de una mala comprensión de la lógica del lenguaje, y de sus comentarios sobre los juegos del lenguaje. De sus últimos trabajos parten significativamente las doctrinas que son comunes de la filosofía analítica tal y como la reconocemos en la actualidad; se puede observar las resonancias de su influencia también en la tradición postestructuralista.
En los años 1970 las humanidades reconocieron la importancia del lenguaje como agente estructurante. Trabajos de otras tradiciones jugaron un rol decisivo para el giro lingüístico en las humanidades, en particular el estructuralismo de Ferdinand de Saussure y el movimiento postestructuralista consiguiente. Entre los teóricos con más influencia se encuentran Luce Irigaray, Julia Kristeva, Michel Foucault y Jacques Derrida. El poder del lenguaje, en particular de ciertos tropos retóricos, fue explorado en el discurso histórico por Hayden White. El hecho de que el lenguaje no es un medio transparente del pensamiento fue enfatizado por una forma muy distinta de filosofía del lenguaje que nació con los trabajos de Johann Georg Hamann y Wilhelm von Humboldt. 
Estos movimientos llevan comúnmente a la noción de que el lenguaje «constituye» la realidad, una posición contraria a la intuición y a gran parte de la tradición filosófica occidental. La perspectiva tradicional (que Derrida llamó el núcleo «metafísico» del pensamiento occidental) veía a las palabras como etiquetas ligadas a conceptos. Según esta visión, existe una «silla real» en alguna realidad externa que corresponde aproximadamente a un concepto en el pensamiento humano llamado «Silla», al que se refiere a su vez la palabra lingüística «silla». Sin embargo, Ferdinand de Saussure, padre del estructuralismo, sostenía que las definiciones de los conceptos no pueden existir independientemente de un sistema lingüístico definido por la diferencia, o, dicho de otro modo, que un concepto de algo no puede existir sin ser nombrado. Así, las diferencias entre significados estructuran nuestra percepción. No existe una silla real a partir del momento en que manipulamos sistemas simbólicos. Ni siquiera seríamos capaces de reconocer una silla como silla sin reconocer al mismo tiempo que una silla no es algo más – en otras palabras, una silla se define como una colección específica de características que se encuentran a su vez definidas en ciertas formas y así sucesivamente, y todo esto dentro del sistema simbólico del lenguaje. De esta forma, lo que pensamos como «realidad» no es más que una convención de nombres y características, una convención llamada a su vez «lenguaje». En efecto, todo lo que se encuentra fuera del lenguaje es inconcebible por definición (ya que no tiene nombre ni significado) y por lo tanto no puede entrometerse o entrar en la realidad humana, al menos sin ser inmediatamente tomado y estructurado por el lenguaje. 
Una interpretación opuesta sería el realismo filosófico, que concibe que el mundo es conocible como es en realidad, idea defendida por filósofos como Henry Babcock Veatch.

## En la historia

### Razonamiento histórico
El linguistic turn es un tipo de razonamiento historiográfico que considera que toda investigación histórica debe interesarse necesariamente por el lenguaje o por el discurso, que se convierten así en objetos de estudio. Se justifica epistemológicamente considerando que el historiador trabaja basándose en textos y que la realidad que analiza es accesible únicamente por medio del lenguaje: el historiador aprende en realidad solamente la representación discursiva de la realidad.
Desde esta perspectiva, la historia ya no es una disciplina científica, sino que se convierte en un género literario que debe ser aprendido centrándose en la crítica textual. Los defensores de este método se apoyan principalmente en la filosofía postestructuralista de Jacques Derrida y de Michel Foucault.

### Influencias en la historia
Concepto originalmente utilizado por la historia intelectual americana, el linguistic turn llega a Europa a finales de los años 1980 y se extiende progresivamente a otras áreas de la investigación histórica. El linguistic turn influirá posteriormente en el gender history y el new historicism.